# Крупський Олександр Костянтинович

Олекса́ндр Костянти́нович Кру́пський рос. Крупский Александр Константинович (*4 січня 1960 р.) — заслужений майстер спорту, легкоатлет (стрибки з жердиною), який представляв СРСР, а потім Росію. У 1982 р. став чемпіоном Європи з легкої атлетики, а також виграв три медалі на чемпіонаті Європи в приміщенні, трикратний чемпіон СРСР.

## Життєпис
- 4 січня 1960 р. народився в м. Іркутську.
- В 1973 р. — почав займатися легкою атлетикою.
- У 1979 р. — був віце-чемпіоном Європи серед юніорів (5,40 м).
- У 1981 р. — у приміщенні, в Греноблі, він досяг 5,65 м (на другому місті після француза Тьєрі Вігнерона — 5,75 м). У 1981 р. він був другим після В. Спасова разом з В. Поляковим, на відкритому чемпіонаті СРСР.
- У 1982 р. — на чемпіонаті Європи в приміщенні в Мілані він був четвертим з 5,55 м, після Віктора Спасова з результатом 5,70 м, друге місце — у Костянтина Волкова з 5,65 м, третє місце серед учасників із СРСР. На чемпіонаті Європи у 1982 р. в Афінах Крупський був з самого початку. З результатом 5,60 м, став чемпіоном Європи отримавши золоту медаль, він був попереду свого співвітчизника Володимира Полякова, і болгарина Атанаса Тарєва, котрий також стрибнув 5,60 м. Тричі він стояв на п'єдесталі Чемпіонату Європи (у приміщенні). У 1982 р. він став заслуженим майстром спорту СРСР.
- У 1984 р. — став бронзовим призером змагань Дружба-84. На чемпіонаті Європи в приміщенні в Ґетеборгу Крупський завоював бронзову нагороду з 5,60 м після двох французів Тьєрі Вігнерона з 5,85 м й 5,75 м Пьєра Хінона.
- У 1985 р. — на чемпіонаті Європи в приміщенні в Піреї Крупський стрибнув 5,70 м, що було вище, ніж у переможця Сергія Бубки, але за рішенням суддів Крупський отримав срібну медаль.
- У залі — був учасником у 1982 р., 1984 р. і 1985 р. серед радянських майстрів. На відкритому чемпіонаті СРСР виграв тільки одну медаль. У даний час він є головою комітету з фізичної культури й спорту в Іркутській області.
- У 2003 р. опублікував книгу «Організація управління фізичною культурою і спортом в Іркутській області» у співавторстві[1].

## Рекорди
- стрибок з жердиною: 5,82 м, 20 серпня 1984 р. (м. Будапешт);
- зал: 5,70 м, 16 лютого 1985 р. (м. Кишинів)